# 小橋めぐみ
小橋 めぐみ（こばし めぐみ、1979年7月3日 - ）は、日本の女優、エッセイスト、文芸評論家。エフ・エム・ジー所属。東京都出身。明治学院高等学校、東洋英和女学院大学卒業。

## 来歴・人物
特技は俳句・茶道・ピアノ・クラシックバレエ。趣味は読書・フランス語。中学2年生の夏休み前に友達と八百屋さんの前で話しているときにスカウトされて芸能界入りした。
1994年に『半熟卵』でデビュー。『徳川慶喜』（皇女和宮役）や『新・天までとどけ』シリーズ（杉本亜紀・長女役）で注目を集めた。
以前はクィーンズアベニューアルファ、HELLO THERE & COに所属していた。
読書家としても知られ、文芸評論家としても活動。オフィシャルブログにて多くの書籍について綴っており、津原泰水著、小説「ルピナス探偵団の当惑」（創元推理文庫)の帯を依頼されたほか、堂場瞬一や黒岩重吾など幅広い作家の小説の文庫本の巻末に付される解説を書き、書評のほか映画評にもファンが多い。
電子書籍ストア「BOOK☆WALKER」の電子書籍文芸誌『小説屋sari-sari』にエッセイ「読書熱」を連載（2012年9月号 - 2015年6月号）。後に単行本化され、『恋読 本に恋した2年9ヶ月』を2015年9月26日に発売した。

## エピソード
子供のときに、日本の子供と中国の子供を集めて中国で行われた超能力の実験に参加したことがある。
久世光彦は、1999年の舞台月晶島奇譚のパンフレットに、小橋を「川端康成に捧げたかった」と書いた。久世が「川端康成から教わった目で小橋めぐみの中に眠っている〈小さな魔〉を見つめているのを当人は知らない」と。
久世が演出する「寺内貫太郎一家」の舞台の稽古で、演技に迷っていたときに、久世に「それではだめだよ」と怒られ、いきなり頬を叩かれた。

## 出演

### テレビドラマ
- 半熟卵（1994年10月 - 12月、フジテレビ）- めぐちゃん 役
- ハートにS 第10回「ハチ公のしっぽ」（1995年4月 - 9月、フジテレビ）
- 金田一少年の事件簿 第5話 首吊り学園殺人事件（1995年7月 - 9月、日本テレビ） - 吉村理沙役
- サントリーミステリースペシャル 第12回「密使」（1995年11月25日、テレビ朝日） - タナカ・アサ 役
- 木曜の怪談 怪奇倶楽部小学生編 第11話「血のバレンタイン」（1996年2月8日、フジテレビ） - みずき 役
- 家へおいでよ（1996年10月 - 11月、NHK）- 土屋礼子 役
- いとしの未来ちゃん 第9話「ニュー・シネマ・パラダイス」（1997年6月7日、テレビ朝日） - 響子 役
- ガラスの仮面 第8話・第9話（1997年7月 - 9月、テレビ朝日） - 巴万里 役
- 喜劇・東京ものがたり、久世光彦演出（1997年9月15日、TBS）
- 新春ドラマスペシャル「人情馬鹿物語」久世光彦演出（1998年1月1日、テレビ東京） - 京子 役
- 大河ドラマ 徳川慶喜（1998年1月 - 12月、NHK） - 和宮 役
- ショムニ 第9話（1998年4月 - 7月、フジテレビ） - 橘紘子 役
- PU-PU-PU- 第1話・第2話 (1998年10月9日・16日、TBS） - 友美 役
- 走れ公務員! 第2話（1998年10月 - 12月、フジテレビ） - 飯田加代 役
- 赤穂浪士（1999年1月2日、テレビ東京） - おしの 役
- 愛の劇場 新・天までとどけ 1 - 5（1999年 - 2004年、TBS） - 河合亜紀 役
- 八丁堀の七人 シリーズ1 第6話 「多重人格の女・私は殺していない!!」（2000年2月17日、テレビ朝日） - おさよ 役
- ショカツ 第1話  (2000年4月11日、フジテレビ系） - 真喜多 役
- 暴れん坊将軍X 第4話「隠し子発覚!陰謀に巻き込まれた女スリ」（2000年4月20日、テレビ朝日） - お京 役
- 十手人 第7話（2001年6月7日、テレビ朝日）
- TRICK2 第8話・第9話（2002年3月1日・3月8日、テレビ朝日） - 塚本恵美 役
- ケータイ刑事 銭形愛 第21話「ベルリンの壁殺人事件」（2003年2月23日、BS-i） - パフィンク ナツミ 役
- はみだし刑事情熱系VII 第5話（2003年2月5日、テレビ朝日）- 能村恵利子 役
- 怪談新耳袋 第1シリーズ 第30話「背広返し」（2003年2月12日、BS-i）
- 金曜時代劇　人情とどけます〜江戸娘飛脚〜 第6話（2003年2月14日、NHK）
- 恋する日曜日 ファーストシリーズ 第6話（2003年4月 - 9月、BS-i）- 田崎桃子 役
- 顔 第10話「19年前の真相を知る者」（2003年6月17日、フジテレビ） - 菅田ミカ 役
- 夢みる葡萄〜本を読む女〜（2003年9月 - 12月、NHK） - 坂田八重子 役
- ⽝神家の⼀族「誰も知らない⾦⽥⼀耕助」（2004年4月3日、フジテレビ）
- 金曜エンタテイメント
  - 「お気らく主婦の大冒険4」（2002年3月29日、フジテレビ） - 遠山さやか 役
  - 「京都祇園入り婿刑事事件簿11」（2004年4月16日、フジテレビ） - 名村真由美 役
- ガールミーツガール（2005年1月 - 3月、BSフジ）
- 結婚式へ行こう! 第6週（2006年12月 - 2007年3月、TBS） - 奈津子 役
- 相棒 season6 第14話「琥珀色の殺人」（2008年2月6日、テレビ朝日） - 藤井詠子 役
- 金曜プレステージ「ドクター小石の事件カルテ4 劇薬」（2008年2月22日、フジテレビ） - 奈緒 役
- ここはグリーン・ウッド 〜青春男子寮日誌〜（2008年7月 - 9月） - 六条倫子 役
- 夏の秘密（2009年6月 - 8月、東海テレビ） - 柴山フキ 役
- 新・警視庁捜査一課9係 season2 第1話「100億の殺人」（2010年6月30日、テレビ朝日） - 高橋真由美 役
- グッドライフ〜ありがとう、パパ。さよなら〜 第1話・第3話（2011年4月 - 6月、関西テレビ） - 水島洋子 役
- 土曜ワイド劇場 （テレビ朝日系）
  - 「おかしな刑事7 サクラソウは見ていた!」（2011年6月4日） - 高森静香 役
  - 「法医学教室の事件ファイル35 長崎〜横浜、亀が見ていた殺人事件!?」（2012年12月1日） - 生島里美 役
  - 「狩矢父娘シリーズ15 京都グルメツアー殺人事件!」（2013年10月5日） - 保田佳代 役
- 月曜ゴールデン 「狩矢警部シリーズ」（TBS系） - 菅田瑠依 役
  - 狩矢警部シリーズ11 京都舞踊襲名殺人事件（2012年3月19日）
  - 狩矢警部シリーズ12 京都香道殺人事件（2012年11月19日）
  - 狩矢警部シリーズ13 京都人形浄瑠璃殺人事件（2014年3月3日）
  - 狩矢警部シリーズ14 京都ベリーダンス殺人事件（2014年12月22日）
  - 狩矢警部シリーズ15 京都タペストリー殺人事件（2015年12月7日）
- 新・おみやさん 第2話（2012年4月26日、テレビ朝日） - 市村友美 役
- 踊る大捜査線 THE LAST TVサラリーマン刑事と最後の難事件（2012年9月1日、フジテレビ） - 野添久美子 役
- 刑事吉永誠一 涙の事件簿 第3話（2013年10月25日、テレビ東京） - 野上里佳子 役
- NHKスペシャル 終戦特集ドラマ 東京が戦場になった日（2014年3月15日、NHK）
- ドラマ10「サイレント・プア」（2014年4月 - 6月、NHK） - 原留美 役
- おそろし〜三島屋変調百物語（2014年8月30日、NHK BSプレミアム） - お今 役
- 土曜ドラマ ダークスーツ（2014年11月22日 - 12月27日、NHK) - 長沼 寿々子（過去）役
- 出入禁止の女〜事件記者クロガネ〜 第1話（2015年1月15日、テレビ朝日） - 中山香織 役
- 科捜研の女 第15シリーズ 第2話（2015年10月22日、テレビ朝日） - 佐藤志穂 役
- 警視庁捜査一課9係 season11 第1話（2016年4月6日、テレビ朝日） - 足立晶子 役
- 牙狼<GARO> -魔戒烈伝- 第8話（2016年5月28日、テレビ東京） - キョウコ 役
- 仮面ライダーゴースト 第43話・第44話（2016年7月31日・8月7日、テレビ朝日） - 遠藤ミツコ 役
- ON 異常犯罪捜査官・藤堂比奈子 第6話（2016年8月16日、フジテレビ） - 浦沢清の娘 役
- ヘッドハンター 第2話（2018年4月23日、テレビ東京） - 郷原貴子 役
- 雲霧仁左衛門4 第3話（2018年9月21日、NHK BSプレミアム） - おみつ 役
- 警視庁捜査資料管理室 (仮)（BSフジ） - 野添久美子 役
  - シーズン1（2018年10月1日 - 12月10日）
  - シーズン2（2019年4月1日 - 6月10日
  - BACK TO THE音楽教室転落死事件（2020年3月8日）
  - スペシャル〜明石幸男、最後の3日間〜（2020年3月14日・15日）
- 特捜9 season2 第8話（2019年6月5日、テレビ朝日） - 北村萌香 役
- 騎士竜戦隊リュウソウジャー 第21話・第22話（2019年8月11日・8月18日、テレビ朝日） - 龍井結子 役
- 警視庁・捜査一課長 2020 第5話（2020年5月7日、テレビ朝日） - 緑沢いづみ 役
- ドラマスペシャル『嫉妬』（2020年8月16日、テレビ朝日） - 内川なぎさ 役
- 遺留捜査 第6シーズン 第6話（2021年2月18日、テレビ朝日） - 棚橋詠美 役
- アイゾウ 警視庁・心理分析捜査班（2022年3月29日、フジテレビ※関東ローカル）- 市浦美由紀 役
- シャイロックの子供たち episode3（2022年10月30日、WOWOWプライム・WOWOWオンデマンド） - 河野晴子 役
- 俳句先輩第3話（2023年3月29日、日テレプラス、ひかりTV） - 俳句を愛する小料理屋の女将 役
- 科捜研の女 season23 初回2時間スペシャル（2023年8月16日、テレビ朝日） - 本並圭子 役
- ギフテッド Season2 Episode Ⅱ / 第1話「闇の眼」（2023年10月21日、WOWOW / 2024年6月8日、フジテレビ） - 野村真由子 役
- おじさんだけど、キレイになってもいいですか？（2024年1月27日、中京テレビ） - 臼井香織 役[4]
- バレエ男子!（2025年5月2日（1日深夜）- 6月20日（19日深夜）、MBS） - 牧本良恵 役[5]

### テレビアニメ
- 蟲師 続章 第18話「雷の袂」（初回放送　2014年12月7日、TOKYO MX/BS11 他） - しの 役

### 紀行番組・ 旅番組
- 世界ウルルン滞在記（1999年5月30日、TBS） - 中国烏龍茶篇
- 私的チャイナビ（2008年6月、TBS）- 廬山・景徳鎮
- 聞きこみ!ローカル線 気まぐれ下車の旅（2015年8月24日、BSジャパン）長野 アルピコ交通＜松本電鉄＞上高地線の旅
- 出発!気ままに趣味旅（2015年10月19日、BSジャパン）秋の仙台・松島 松尾芭蕉『奥の細道』を巡る俳句旅
- 出発!ローカル線 聞きこみ発見旅（2016年6月20日、BSジャパン）秋田 由利高原鉄道鳥海山ろく線の旅
- 猫旅俳句（2022年4月23日、BS松竹東急）

### 書評番組
- 週刊ブックレビュー（2010年7月24日、NHK BS2）
- 週刊ブックレビュー（2011年10月29日、NHK BSプレミアム）
- 本の神様（2012年12月31日、NHK BSプレミアム）

### ドキュメンタリー番組
- 蘇る太陽の塔〜“閉塞する日本人”へのメッセージ（2018年3月19日、NHK BSプレミアム） - 岡本敏子 役
- 完全中継 復活太陽の塔（2018年3月21日、NHK BSプレミアム）

### 子供向け教育番組
- 天才てれびくんhello NHK Eテレ
  - 時をめくるレイ（2020年6月1日 - 6月3日） - レイの母親 役
  - （2021年6月14日 - 6月16日） - レイの母親 役
  - 電空物語・タマ電Qバトル（2022年5月23日・5月30日） - レイの母親 役

### バラエティ番組
- 奇跡体験!アンビリバボー 〜ふたりのホノルルマラソン〜（1999年1月21日、フジテレビ）
- 痛快TV スカッとジャパン（2021年5月24日、フジテレビ）

### 映画
- 笑の大学（2004年、星護監督）
- 富嶽百景〜遙かなる場所〜 (2006年、秋原正俊監督）- 天下茶屋の女将 役
- 銀河鉄道の夜 I carry a ticket of eternity（2006年、秋原正俊監督）- 先生 役
- マリッジリング（2007年、七里圭監督） - 主演：森谷千波 役
- 踊る大捜査線 THE FINAL 新たなる希望（2012年、本広克行監督） - 野添久美子 役
- 遺体　明日への十日間（2013年、君塚良一監督）
- マリアの乳房（2014年、瀬々敬久監督)  - 立花のり子 役
- 64（ロクヨン）（2016年、瀬々敬久監督） - 雨宮敏子 役
- アニバーサリー 「生日快樂十分幸福」（2016年、本広克行監督） - 主演（青木崇高とW主演）
- 劇場版ほんとうにあった怖い話2016 第5怖「あたらしい人」 （2016年、今野恭成監督）
- 3月のライオン（2017年、大友啓史監督） - 後藤美砂子 役
- こいのわ婚活クルージング（2017年、金子修介監督） - 木戸綾香 役
- 心魔師（2018年、今野恭成監督） - 七海 役
- あみはおばけ（2023年、今野恭成監督） - 主演・川村三香子 役[6][7]
- ふしぎ駄菓子屋 銭天堂 (2024年、中田秀夫監督)　-　水野雄太の母親　役

### 舞台
- 寺内貫太郎一家（1999年1月 - 2月、新橋演舞場）- 寺内静江 役
- 月晶島綺譚（1999年6月11日 - 6月27日、銀座セゾン劇場）- 一ノ谷小夜子・ラヴィ 役
- 付き馬屋おえん - たった十日の花嫁（1999年12月、明治座）
- 新・ピーターパン（2000年8月 - 9月）東京（新国立劇場）、浜松（アクトシティ浜松）、大阪（大阪厚生年金会館）、滋賀（滋賀県立芸術劇場 びわ湖ホール） - ウェンディ 役
- Stand by Me（2003年7月25日 - 8月10日、東京芸術劇場中ホール）- ホリー役
- 南国プールの熱い砂（2006年7月26日 - 8月6日、こどもの城+ネルケプランニング プロデュース、渋谷・青山円形劇場）
- 明日にかけるはし（2007年2月、新宿シアタートップス）
- 神様の夜 プログラムB「ひとりじゃない」（2007年6月23日 - 7月1日、KAKUTAと川上弘美+Friends、恵比寿ギャラリーSite）
- 雷電甲子園（2008年3月5日 - 3月9日、KAKUTA+散歩道楽+桜丘社中　雷電　第三回公演、シアターサンモール）
- アヴェ・マリターレ!（2009年1月28日 - 2月1日、スペース・ゼロ）- Mirai Asuno 役
- 戦争にはいきたくない（2011年5月20日 - 5月29日、下北沢劇場）
- ソナタ（2011年7月13日 - 7月17日、FMGワークスタジオ第7回公演、脚本・演出 冷泉公裕、下北沢Geki地下Liberty）
- 美人税（2011年9月8日 - 9月12日、スタジオモモンガ） - 天谷深月 役
- ドブ、ギワギワの女たち（2013年3月29日 - 4月1日、アイアシアタートーキョー） - 主演
- アルテノのパン（2013年6月5日 - 6月10日、赤坂RED/THEATER） - ヨーコ 役

### CM
- ハマラジ（現：Fm yokohama 84.7）（1993年）
- 創庫生活館（1993年）
- マルサンアイ、マルサン味噌(1995年)
- ロッテ「セパ」（1995年）
- フマキラー「ベープマット」（1995年）
- 国民金融公庫（1998年）
- サントリー「フラバン茶」（2007年）
- 箱根・天成園（2010年）
- P&G アリエール リビングドライジェルボール３D　部屋干しレスキュー篇（2018年）
- P&G JOY のwebムービー「優しいママの怖すぎる本音」(2018年)
- ロート製薬 「眼精疲労にⅤロートの飲み薬」(2023年）

### DVD
- 五大 地・水・火・風・ 空 高野山の魅力 ナレーション GPミュージアムソフト（2004年） - ナレーター

### 動画メディア
- ネスレシアター on YouTube 「Regret」（2013年、本広克行監督）
- 北青山チャンネル「小橋めぐみの本のめぐみ」（2014年10月 - 、YouTube）[8]
- ネスレシアター on YouTube 「踊る大空港」#12（2016年） - 篠原宙音 役
- ミュージックビデオ Vaundy「Gift」(『僕のヒーローアカデミア THE MOVIE ユアネクスト』ED主題歌)(2024年8月)

## 受賞歴
1996年
- 第11回ザテレビジョンドラマアカデミー賞 新人俳優賞（『家へおいでよ』）[9]

## 写真集
- 16才のラブレター（1996年5月、井ノ元浩二撮影） ISBN 4915939154
- 孵化 fuka（2002年10月、橋本雅司撮影、ワニブックス） ISBN 4847027310
- 小橋めぐみ　粉雪【image.tvデジタル写真集】 Kindle版　デジタルブックファクトリー　宮澤正明撮影（2015年7月1日）
- 愛立ちぬとめどもなくあなたのなかへ: 𣘺本雅司×小橋めぐみ、ヘアメイク：佐藤寛（KOHL）撮影:橋本雅司、出版元:aliEnte、(2023年5月21日)

## 執筆

### 書籍
- 恋読 本に恋した2年9ヶ月（2015年9月KADOKAWA） ISBN 978-4-04-103264-0
- アジアシネマ的感性(2024年3月 A PEOPLE株式会社) ISBN 978-4-909792-52-5

### エッセイ
- 女優の話、マリオン・コティヤール「女優美学Ⅲ」(2014年1月6日、東京カレンダー)
- 女優 小橋めぐみの女優の話、田中裕子の手「女優美学Ⅳ」(2015年11月19日、東京カレンダー)
- 『ジブリの教科書18 風立ちぬ』美しい風（2018年5月文春文庫） ISBN 978-4-16-812017-6
- 私の週間食卓日記1241回（週刊新潮 2022年11月3日号）
- 恋は終わる。映画も終わる。でも、断片となって、記憶に残る。（「映画監督チャン・ゴンジェ時の記憶と物語の狭間で」A PEOPLE、2025年3月19日）ISBN 978-4-909792-60-0

### 解説・あとがき
注釈無記入は解説
- 堂場瞬一『闇の叫びアナザーフェイス9』文春文庫（2018年3月）ISBN 978-4-16-791027-3
- 下村敦史『真実の檻』角川文庫（2018年5月）ISBN 978-4-04-106905-9
- 柚木麻子『奥様はクレージーフルーツ』文春文庫（2019年5月10日）ISBN 978-4-16-791273-4
- 誉田哲也『増山超能力師大戦争』文春文庫（2020年6月9日）ISBN 978-4-16-791505-6
- 黒岩重吾『飛田残月』ちくま文庫（2020年6月9日）あとがきISBN 978-4480436870
- 黒川博行『泥濘』文春文庫（2021年6月8日）ISBN 978-4167917005
- ジャクリーン・バブリッツ『わたしの名前を消さないで』新潮文庫（2024年3月1日）ISBN 9784102404614

### 連載
- 「WATCHNAVI映画時計学」学研プラス
- 「読書熱」（小説屋sari-sari 2012年9月号 - 2015年6月号）
- 「性とか愛とか」(週刊新潮 月一回の書評連載 2023年5月25日号 - )

### 映画評
- 女優小橋めぐみが見た『唐山大地震』(ぴあ MOOK AJ[エー・ジェー]vol.07、ぴあ株式会社、2015年5月20日）
- 「サンドラの週末」(FIGARO japon No467、CCCメディアハウス、2015年7月20日)
- 女優小橋めぐみが見た映画『共犯』(ぴあ MOOK AJ[エー・ジェー]vol.08、ぴあ株式会社、2015年8月20日）
- 「ひかり探して」、監督・脚本：パク・チワン、(APEOLE、2022年1月7日 )
- 「ホテルアイリス」、監督・脚本：奥原浩志　原作：小川洋子、(APEOPLE、2022年2月16日)
- 「スープとイデオロギー」、監督・脚本・ナレーション：ヤン・ヨンヒ、(APEOPLE、2022年6月1日)
- 「アワ・ボディ」、監督：ハン・ガラム、(APEOPLE、2022年8月31日)
- 「別れる決心」、監督：パク・チャヌク、(APEOPLE、2023年2月8日)
- 「シャドウプレイ【完全版】」監督：ロウ・イエ、『作家主義婁燁』2023年10月27日

- 「天安門、恋人たち」、監督：ロウ・イエ、(APEOPLE、2024年5月29日)
- 「ふたごのユーとミー 忘れられない夏」、監督:ワンウェーウ & ウェーウワン・ホンウィワット、(キネマ旬報、2024年7月号 No1945)
- 「ソウルの春」、監督：キム・ソンス、(APEOPLE、2024年9月13日)

### 書評
- 玖月晞著『少年の君』（新潮文庫、2024年11月）（波、2024年12月号）
- 伊藤春奈著『ふたり暮らしの「女性史」』講談社、2025年3月（群像、2025年6月号）
- クリスティン・ハナ著、岩瀬徳子訳『風に向かって』、早川書房、2025年6月（週刊文春、2025年8月7日号）

### 俳句
- 『サンデー毎日』、「サンデー俳句王」選者、2025年2月2日号‐